# コンパスソング
「コンパスソング」は、鹿乃の7枚目のシングル。2021年1月27日にインペリアルレコードから発売された。

## 概要
テレビアニメ『装甲娘戦機』のエンディングテーマ曲として使用されている。
音楽制作を行うクリエイター集団であるMONACA所属の田中秀和が前作アルバム『yuanfen』と同じく全面的にサウンドプロデュースを手掛けている。
カップリング曲の『ミッドナイトシアター with 根本凪』はでんぱ組.incや虹のコンキスタドールのメンバーである根本凪とのコラボ歌唱。

## 収録曲
1. コンパスソング
  - 作詞：鹿乃、作曲・編曲：田中秀和
  - TVアニメ「装甲娘戦機」EDテーマ
2. ミッドナイトシアター with 根本凪
  - 作詞：こだまさおり、作曲：田中秀和、編曲：田中秀和、Aire
  - 鹿乃と根本凪のコラボ楽曲
3. コンパスソング（instrumental）

### 初回限定盤特典
- コンパスソング（ミュージックビデオ）
- TVアニメ『装甲娘戦機』ノンクレジットエンディング映像
- 版権描きおろしステッカー